# Bjørn Berge
 (décembre 2016).
Si vous disposez d'ouvrages ou d'articles de référence ou si vous connaissez des sites web de qualité traitant du thème abordé ici, merci de compléter l'article en donnant les références utiles à sa vérifiabilité et en les liant à la section « Notes et références ».

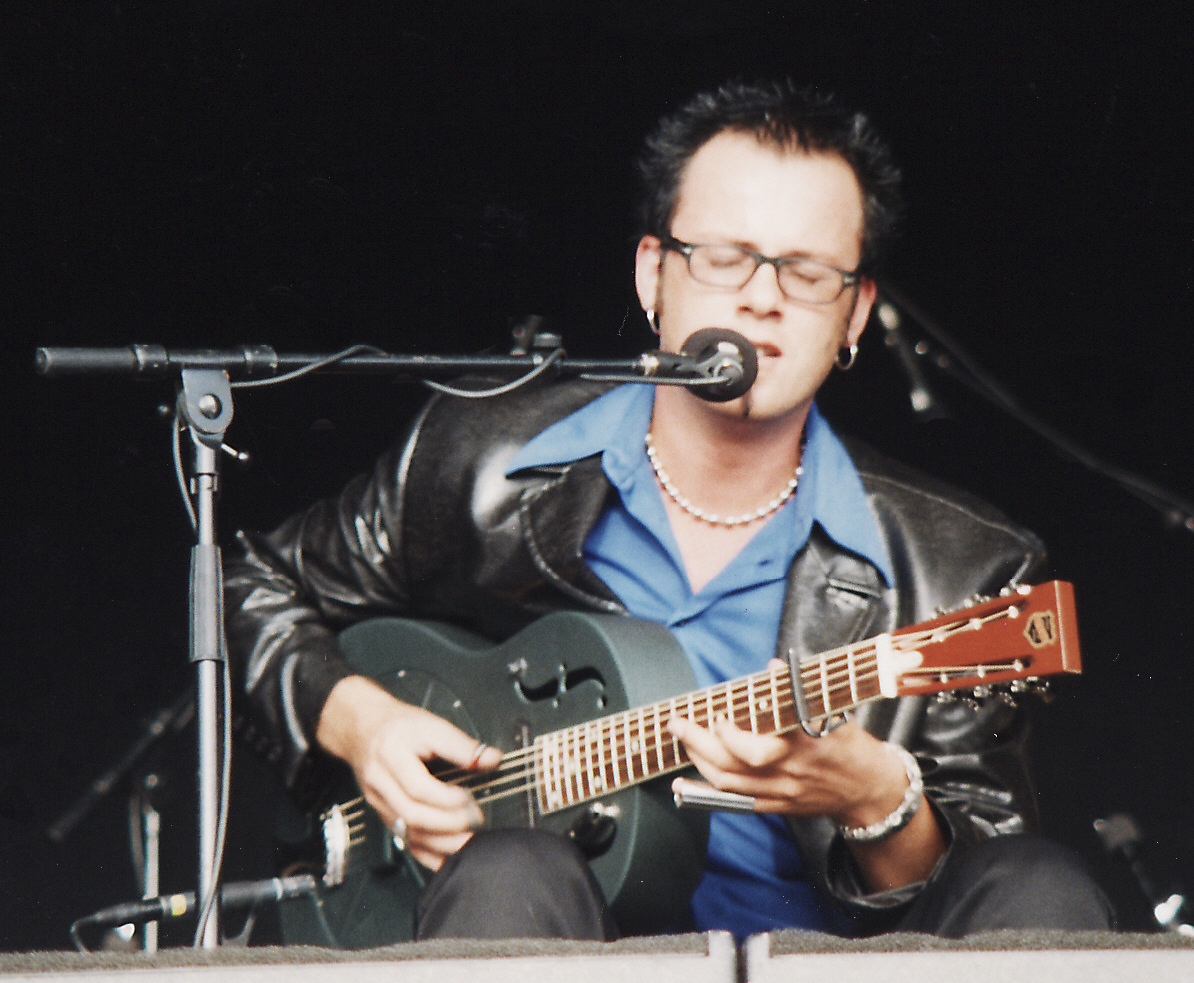
Bjørn Berge en 1999

Bjørn Berge est un chanteur et guitariste de blues norvégien, né le 23 septembre 1968 à Haugesund, Norvège. Récompensé dans son pays lors des victoires de la musique locales, l'originalité de sa musique repose sur le fait qu'il soit très rarement accompagné de musiciens. En effet, que ce soit sur scène ou sur album, Bjørn joue seul. Unanimement reconnu par la presse spécialisée pour qui son talent est, entre autres, de rendre sa musique aussi captivante et vivante que s'il s'agissait d'un groupe complet.

## Biographie
Bjørn commence la guitare à l'âge de 13 ans mais passe rapidement au banjo qu'il trouve plus "cool". Après avoir joué du bluegrass pendant plusieurs années, la révélation a lieu lorsqu'il découvre Robert Johnson, Elmore James, Leo Kottke et John Hammond Jr. qui seront ses influences majeures.
Bjørn se produit pendant des années dans des clubs et des petites salles avant d'obtenir une quelconque reconnaissance ; ce sont ses années de vaches maigres et d'incertitudes. Il passe son temps à errer de port en port, armé de sa seule guitare comme compagne, à la recherche d'endroits où se produire.
C'est au prix de ces nombreuses galères qu'il est aujourd'hui l'un des musiciens les plus respectés de Norvège.[non neutre]
Ce n'est qu'en 1999 avec la sortie du 3e album Blues Hit Me que la critique et le public s'intéressent enfin à lui. Succès renforcé avec la sortie l'année suivante de Bag of Nails. Un disque plus direct, plus immédiat qui lui permettra d'être reconnu comme artiste confirmé.
Bjørn a depuis sorti les albums String Machine et Illustrated Man et tourné dans le monde entier, seul ou en compagnie de grands musiciens comme Chuck Berry (de 40 ans son aîné).
On remarque au cours de ses albums une évolution de sa musique, ainsi des éléments "electro" dans Illustrated Man, la pédale de Delay dans certains morceaux de Blackwood ou l'ajout d'instruments (banjo, harmonica, saxophone dans Once Again, violon dans Crazy Time...). Bjørn Berge, en plus de reprises surprenantes, ne se contente donc plus de sa seule guitare 12 cordes.

## Style
On loue sa grande maîtrise de l'instrument, qu'il exploite parfaitement, avec sa technique alliant picking et slide, et sa remarquable fluidité. Il scande ses paroles en martelant du pied, remplaçant ainsi les percussions, rarement présentes dans ses morceaux.
Bien que ses influences principales restent Robert Johnson et Elmore James, sa curiosité musicale l'empêche de rester enfermé dans un seul style. Il n'hésite pas à incorporer des sonorités issues du funk, du hip-hop, du folk à une musique issue du blues traditionnel. Il avoue d'ailleurs sa passion pour des artistes comme Beck ou les Red Hot Chili Peppers. Cet éclectisme musical s'illustre dans son Live in Europe où il reprend le Ace of spades de Motörhead, et réinterprète le Thirteen Question Method de Chuck Berry, cela non sans humour.

## Discographie
- 1994 : Berge/Flaaten
- 1997 : Bjørn Berge
- 1999 : Blues Hit Me
- 2000 : Bag of Nails
- 2001 : String Machine
- 2002 : Illustrated Man
- 2004 : St. Slide
- 2006 : We're Gonna Groove!
- 2007 : I'm the Antipop
- 2008 : Live in Europe
- 2009 : Fretwork
- 2011 : Blackwood
- 2013 : Mads Finger Ball
- 2019 : Who Else?
- 2021 : Heavy Gauge
- 2024 : SteelFinger Slim